# 蒋锡金
蒋锡金（1915年1月3日—2003年5月25日）祖籍江苏宜兴，生于南京，中华民国及中华人民共和国诗人、作家、鲁迅研究专家及儿童文学研究家。

## 生平
1925年五卅运动时期，蒋锡金受父亲的影响及革命济难会李谷、应修人的影响，参与学生运动，组织宣传队赴邻县农村宣传。
1927年9月起，蒋锡金先后在上海大同大学附中、杭州省立高中等校念中学。1934年7月毕业于上海正风文学院。学生时代，曾参与“左联”发动的爱国活动，曾在《申报·自由谈》、《人世间》发表诗歌。1934年任湖北省农村合作委员会贷放干事，与严辰合编《当代诗刊》。1935年与蒋有林合编《中国新诗》。
1937年抗日战争爆发后，在汉口与孔罗荪、冯乃超合编《战斗》旬刊，又和穆木天合编《时调》诗歌半月刊以及《诗歌综合丛刊》。1938年2月，在汉口加入中国共产党。曾任中华全国文艺界抗敌协会机关报《抗战文艺》编委。还参与创办《文艺阵地》半月刊。后到上海，与楼适夷等人合编《大路画报》，与王任叔合编《鲁迅风》，还曾编辑《文艺新潮》、《文艺新闻》，组织上海诗歌座谈会。其间，1939年参加江南游击战争，在江南抗日义勇军（新四军）任江南社（新华社）记者，进出抗日前线。后在上海组织“行列社”，编辑《行列》诗歌半月刊以及《上海诗歌丛刊》，与楼适夷等人合编《文艺阵地》、《奔流新集》。
1941年底，太平洋战争爆发，日军占领上海租界后，蒋锡金与中共党组织失去联系，在上海建承中学任教。此后，他仍组织青年学习时事政治，宣传民族思想，与许广平等人开展进步文化活动，遭日本当局追捕。后来，蒋锡金来到新四军根据地从事宣传文化工作。1945年5月，蒋锡金在安徽华中建设大学高干班学习，1945年10月，在江苏阜宁县开展调查研究。1946年3月，在江苏淮阴主编华中《新华日报》副刊。1946年5月，在淮阴石塘区参加土地改革。1946年8月，在山东华中新华社随社转稿，后曾在中共中央华东局宣传部、山东省文联工作，曾是山东省文联专业作家。
1947年12月，来到佳木斯的东北大学（后更名为东北师范大学，设在长春），此后一直在该校任教。1958年被打成右派，1979年获得平反。1987年离休。在东北师范大学任教期间，曾任文艺理论教研室主任。1954年加入中国作家协会，历任中国作家协会吉林分会副主席、主席、名誉主席，中国作家协会长春分会副主席，长春市文联副主席，中国现代文学研究会名誉理事，吉林省社会科学学会联合会副主席，吉林省鲁迅研究会会长，吉林省儿童文学研究会会长。
2003年5月25日，东北师范大学教授蒋锡金在吉林大学第一医院病逝，享年88岁。

## 著作
蒋锡金1933年开始写作。主要作品和著作有：
- 《黄昏星》（诗集，1940年）
- 《台儿庄》（剧本，六人集体创作，1938年）
- 《横山镇》（剧本，1939年）
- 《赌徒别传》（剧本，1941年）
- 《星象》（青年读物）
- 《标点符号怎样使用》（青年读物）
- 《俄罗斯人民的口头文学》（与曲秉诚合译，1950年）
- 《亡灵书》（译著，1955年）
- 《瘸腿的甲鱼》（儿童叙事诗，1957年）
- 《文学理论教学大纲》（译著，苏联大学教材）
- 《文章选讲》（教材）
- 《鲁迅年谱》（1979年）
- 参加《鲁迅全集》、《郭沫若全集》的编辑出版。[1]